# 赫伯特·威默
赫伯特·“哈奇”·威默（德語：Herbert „Hacki“ Wimmer，1944年9月9日—），前德国足球运动员，司职中场，曾随门兴格拉德巴赫夺得1970年、1971年、1975年和1977年的德国足球冠军；1973年的德国杯冠军以及1975年的欧洲联盟杯冠军。在其1968年至1976年的国家队生涯中，共出场36次并射入4球，期间夺得了1972年欧洲足球锦标赛冠军及1974年世界杯足球赛冠军。而在1966年至1978年为门兴格拉德巴赫效力期间，合共录得366次德甲出场纪录并射入51球。